# Богушевская, Нинель Владимировна
Нинель Владимировна Богушевская (30 декабря 1924, Москва — 18 августа 1987, Москва) — советский скульптор. Работала в монументальной и станковой скульптуре. Жена скульптора Д. Ю. Митлянского, в соавторстве с которым выполнила ряд работ.

## Биография
Нинель Богушевская родилась в Москве 30 декабря 1924 года. В 1945—1950 годах училась в Московском государственном художественном институте им. В. И. Сурикова. Дипломная работа — «Строитель Комсомольска» (гипс), руководитель Н. В. Томский. Своими учителями также считала Г. А. Шульца, А. Л. Малахина, Р. Р. Иодко, А. Т. Матвеева, В. Н. Домогацкого и И. А. Тенету.
Жила и работала в Москве. С 1949 года участвовала в художественных выставках. Регулярно принимала участие в выставках шестнадцати московских художников. В 1952 году стала членом Союза художников СССР. Умерла 18 августа 1987 года.

## Работы
- «Дочь Кореи» (1952, гипс крашеный, совместно с Д. Ю. Митлянским)[1]
- «Вечером» (1957, бронза, совместно с Д. Ю. Митлянским)[1]
- «Портрет С. И. Юткевича» (1958, бронза)[1]
- «У реки» (1959, кованая медь)[1]
- «Саша» (1962, гипс)[1]
- серия портретов речников (1964, гипс)[1]
- «Гармонист» (1953, керамика)[1]
- «Птичница» (1954, керамика)[1]
- серия «В рыболовецком колхозе» (1957, совместно с Д. Ю. Митлянским, керамика)[1]
- «Песни» («Лёля Сёмина и Катя Никитина», 1959, совместно с Д. Ю. Митлянским, керамика)[1]
- «Озорник» (1961, керамика)[1]
- «Чабан» (1963, керамика)[1]
- Надгробие физика Юрия Жданова (1970, бронза, арх. П. Скокон)[3]
- «Анна М. и собачка Мини» (1972, бронза)[3]
- «Художник и его муза (Памяти Ильи Тенеты)» (1973, гипс)[3]
- «Грузинский хорал» (1974, шамот)[3]
- Цикл «Фрих-Хариада» (1974, шамот)[3]
- «Приобщение к искусству» (1974 шамот)[3]
- «Бульон с пирожком, или беседа о проблемах развития искусства в Доме творчества „Дзинтари“» (1974, шамот)[3]
- «Прогулка на льве» (1977, шамот)[3]
- Портрет И. Ярошевич (голова) (1978, шамот)[3]
- Портрет И. Ярошевич (фигура) (1978, шамот)[3]
- Памятник в селе Карманово Смоленской области (совместно с Д. Ю. Митлянским) (1979, кованая медь, камень, цемент; арх. И. Арефьев)[3]
- «Молодая Анна Ахматова» (1979, шамот)[3]